# Udvardy Anna (producer)
Udvardy Anna (Budapest, 1949 – 2019. május 23.) gyártásvezető, magyar filmproducer, az Oscar-díjas Mindenki producere.

## Életpályája
Budapesten született, közgazdász végzettségű filmproducer, gyártásvezető. Pályája elején a Mafilm munkatársaként dolgozott, majd létrehozta a Meteor Filmstúdió Kft-t, melynek vezetője volt haláláig. Munkássága során leginkább dokumentum- és ismeretterjesztő filmek alkotásában vett részt, de emellett számos tévéfilm is fűződik a nevéhez. 2017-ben a Deák Kristóf rendezte Mindenki című rövidfilm – melynek Udvardy Anna volt a producere – elnyerte a legjobb élőszereplős rövidfilmnek járó Oscar-díjat. 2019. május 23-án, hosszan tartó betegség után hunyt el rákban.

## Filmjei gyártásvezetőként
- Mariann eljegyzése (2013)
- Sínjárók (2007)
- Eszter (2007)
- Rossz helyen szálltunk le (2005)
- Miért dohányozzunk? (1985)
- Néhány lépés az óceánon át (1984)
- Mogürt video (1983)
- Montázs a NIKEX-röl (1983)
- Turbó-cooker (1983)

## Filmjei producerként
- A legjobb játék (Best Game Ever, 2018)[5]
- Come Around (2017)
- Mindenki (2016)
- Mélylevegö (2012)
- Epilogue 2010)
- Filmesek egymás között – Rekviem egy filmgyárért (2007)